# Moteur Fiat 1.3 MultiJet
Le moteur Fiat 1.3 MultiJet est un moteur thermique turbocompressé pour automobiles diesel comportant quatre cylindres en ligne, équipé du système d'injection révolutionnaire Common Rail breveté par le groupe Fiat et sa filiale équipementière Magneti Marelli en 1996. Ce principe d'injection a évolué et la deuxième génération lancée en 2009 a été baptisé MultiJet.
Ce système d'alimentation équipe désormais tous les moteurs diesels du groupe Fiat depuis le petit 4 cylindres de 1.248 cm3 jusqu'au gros V6 de 3.0 litres.

## Histoire du Common Rail
La première application mondiale d'un système d'injection de gazole haute pression Common Rail dans un moteur diesel d'automobiles est réalisée en 1997 avec l'Alfa Romeo 156 JTD , suivie quelques mois plus tard par la Mercedes-Benz Classe C 200 & 220 CDI.
L'évolution du système Common Rail dans sa deuxième puis troisième génération a abouti au système MultiJet II & III.
Le petit moteur diesel Fiat 1.3 Multijet équipe de très nombreux modèles du groupe Fiat avec les marques Alfa Romeo, Lancia, Fiat Automobiles & Fiat Professional sous les références M-Jet & JTDm, mais également beaucoup d'autres modèles de constructeurs étrangers qui ont rebaptisé le moteur Fiat, parfois fabriqué sous licence, DDiS par Suzuki, Ecojet par DR Motor Company, TDCI par Ford, CDTI par Opel et General Motors, HDI par Peugeot et Citroën et Quadrajet par Tata.

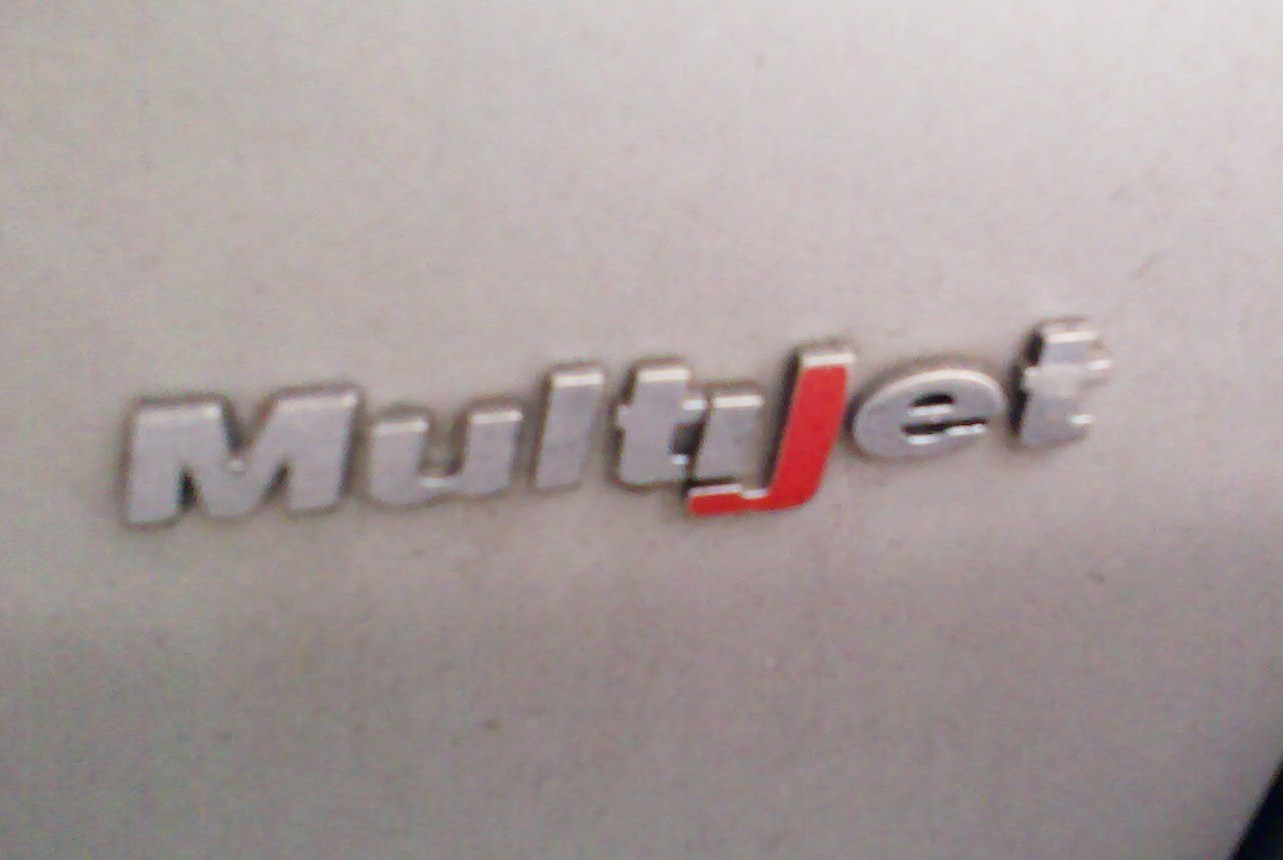
Logo MultiJet

### La haute technologie MultiJet
La caractéristique qui différentie principalement la technologie de la première génération Common Rail et l'actuelle MultiJet est la combustion, plus lente et graduelle pour la même quantité de gazole brûlé dans le cylindre. Le principe retenu a été d'augmenter le nombre des injections de carburant, de deux dans le moteur avec système UniJet à cinq. Par rapport au système d'injection Common Rail, le MultiJet prévoit l'introduction d'autres types d'injection, appelés pré et post, jusqu'à un total de cinq, ce qui permet une meilleure gestion du moteur à froid et la régénération du filtre à particules. Cette évolution de l'injection directe a donné une forte augmentation du rendement général du moteur, en particulier dans les bas régimes et a fait baisser sensiblement le bruit et le niveau de pollution à l'échappement. Le temps entre deux injections successives a été réduit à seulement 150 microsecondes et la quantité de carburant injectée est passée de deux millimètres cubes à moins de un millimètre cube.
La consommation a ainsi pu être ramenée en dessous des 5L/100 km en consommation moyenne.
Le système d'injection est géré par une centrale électronique Magneti Marelli qui peut changer en permanence la logique des injections selon les paramètres relevés, le régime de rotation du moteur, le couple réclamé pour assurer la vitesse requise et la température extérieure, du moteur et du liquide de refroidissement.
Les pressions d'alimentation du gazole sont limitées à 1 400 bar sur le Fiat 1.3 Multijet 16V.
Avec la version Multijet II, lancée en 2009, de nouveaux injecteurs équipés de soupapes hydrauliques, peuvent contrôler avec une extrême précision la quantité de gazole injectée dans la chambre de combustion avec une séquence d'injections particulièrement rapide. On peut obtenir jusqu'à 8 injections consécutives soit 3 en plus par rapport à la première version.

## Le moteur Fiat 1.3 MultiJet

### Le prototype Fiat 1.2 MultiJet
Le premier moteur diesel Fiat Multijet est né dans l'usine Fiat MA de Pratola Serra dans la province Province d'Avellino à l'est de Naples en 1999, pour équiper le concept car Fiat Ecobasic. Il s'agissait d'un petit moteur diesel très compact à 4 cylindres de 1,2 litre, avec 4 soupapes par cylindre et développait une puissance de 61 ch DIN qui permettait à l'Ecobasic de ne consommer que 2,9 litres de gazole aux 100 km et de ne rejeter que 76 grammes de CO₂par km parcouru avec une homologation  Euro 4. Dès sa présentation en décembre 1999 au Motor Show de Bologne, ce nouveau moteur fit grand bruit chez les professionnels et les constructeurs concurrents pour sa très faible cylindrée, sa puissance élevée et sa consommation minimale. Le constructeur italien Fiat dû retarder le développement industriel du projet en raison des difficultés financières rencontrées.

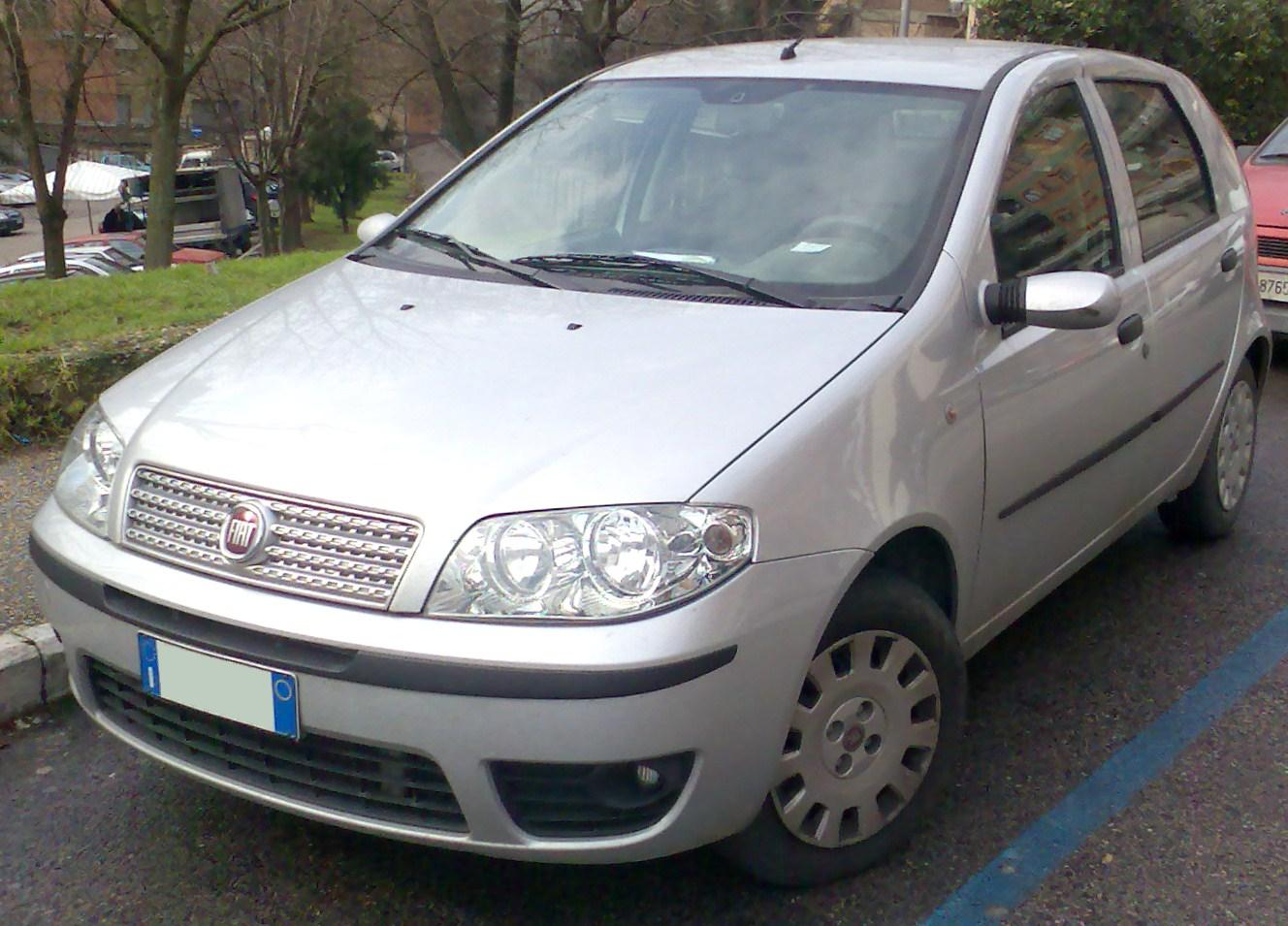
Fiat Punto II (1999) C'est avec cette 2ème série de Punto en 2003 que Fiat a lancé en grande série de moteur 1.3 MultiJet 16V

### Fiat 1.3 Multijet de série
Après avoir fait bénéficier de la nouvelle technologie MultiJet au moteur Fiat  1.9 M-JET 16V monté sur l'Alfa Romeo 156, Fiat lance en grande série le premier moteur qui utilisera dès l'origine le système Multijet : le petit 1,3 litre dérivé du 1,2 avec une petite augmentation de la cylindrée portée à 1 248 cm3.
Ce nouveau moteur diesel 1.3 MultiJet comporte deux arbres à cames, doté d'un turbocompresseur et intercooler. Les dimensions du moteur sont : 50 cm de longueur par 65 cm de hauteur comprenant une base en fonte et une culasse en aluminium, arbre moteur et bielles en acier. L'alésage est de 69,6 mm pour une course longue de 82 mm. Le moteur complet pèse 130 kg.
Le moteur est présenté en avant première en 2002 pour équiper le prototype Opel Eco Speedster,, voiture sportive ultralégère équipée du moteur Fiat 1.3 MultiJet dont la puissance avait été portée à 112 ch DIN faisant rouler la voiture à 250 km/h avec une consommation de 2,5 litres aux 100 km.

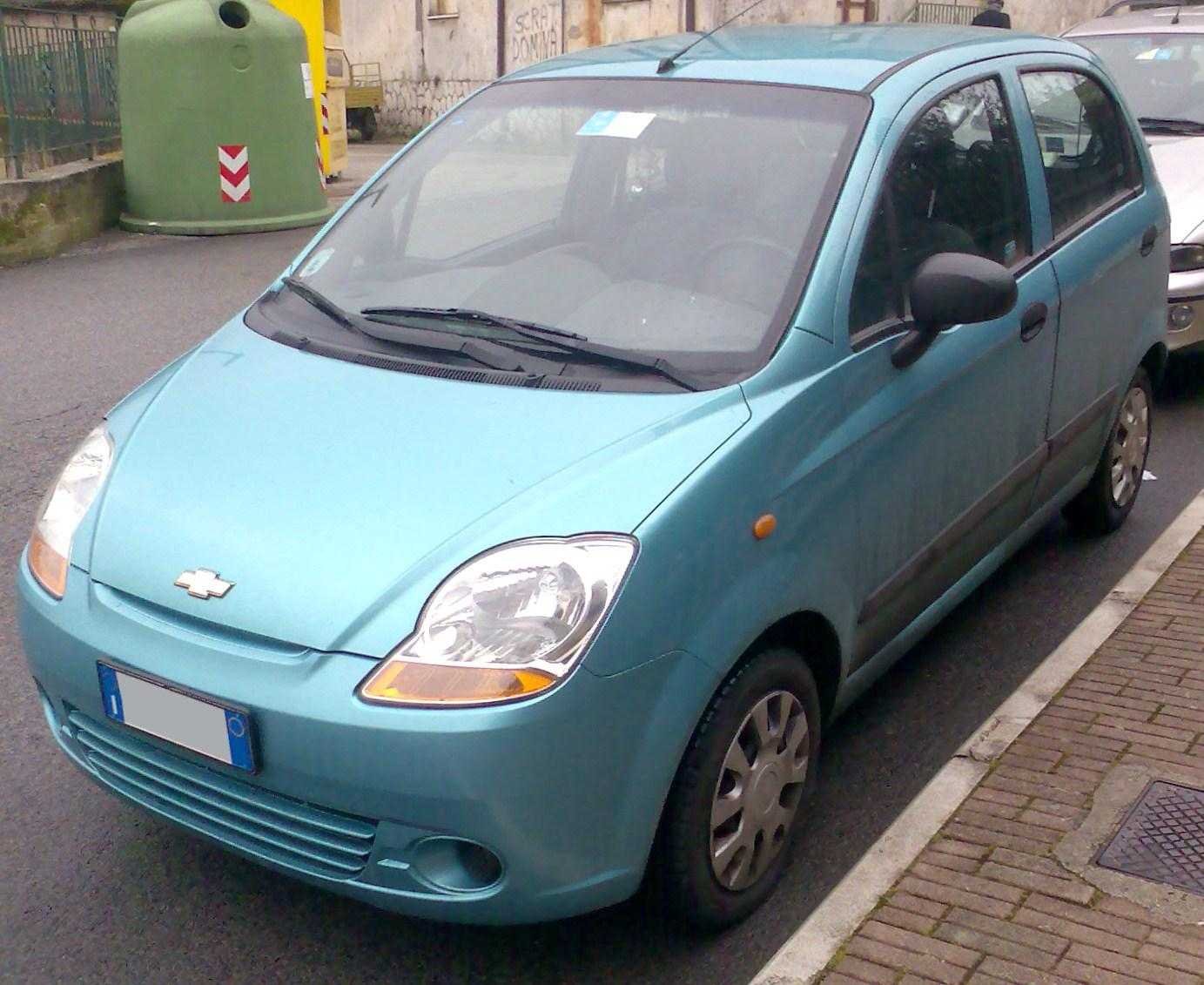

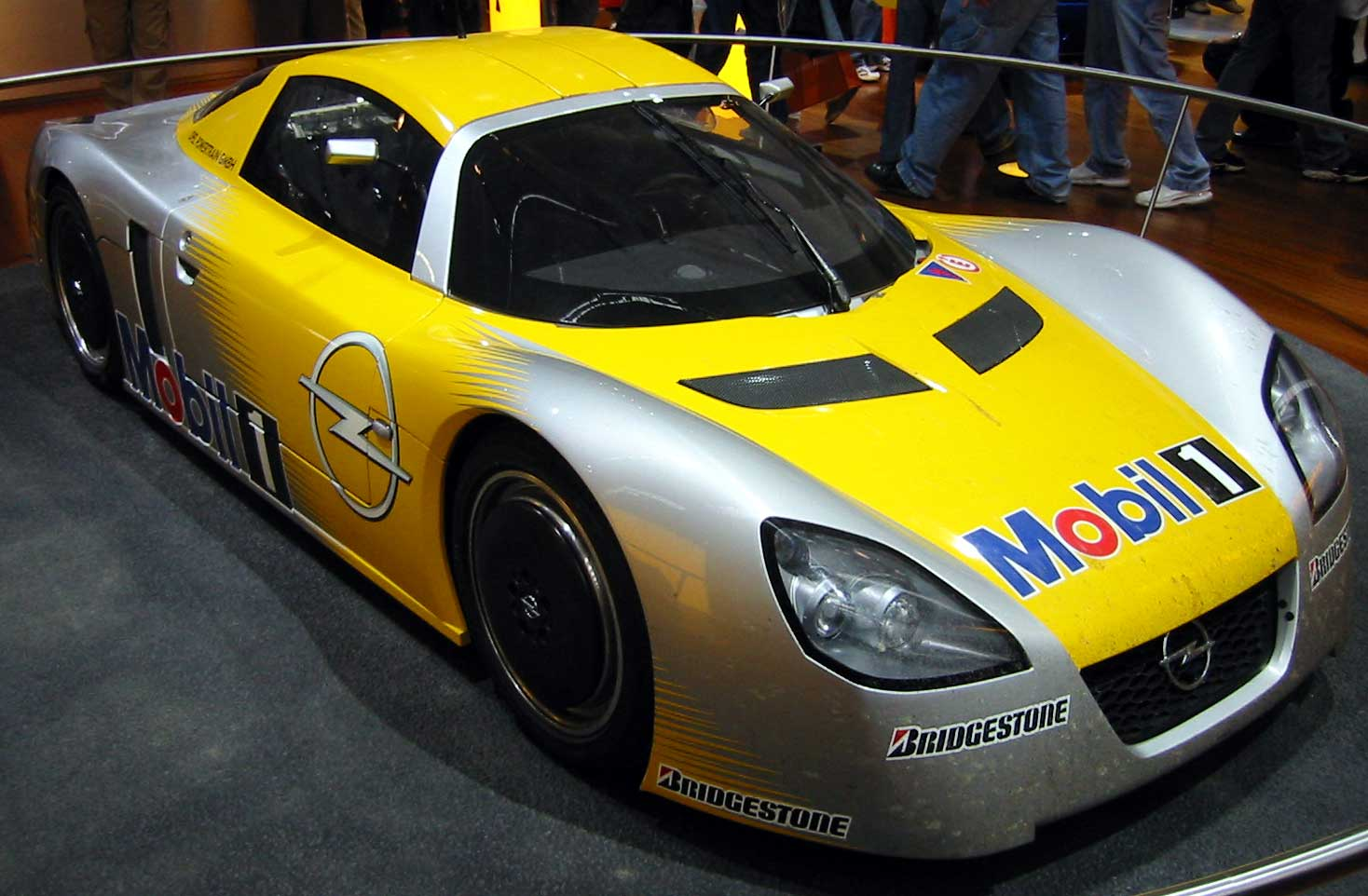
Opel Eco Speedster avec le moteur Fiat 1.3 Multijet de 112 ch DIN

La présentation officielle du nouveau moteur Fiat 1.3 diesel de sérié arriva avec le lancement, en 2003, de la 2ème série de la Fiat Punto II. L'année suivante, le moteur était monté sur les Fiat Idea et Lancia Musa puis, sur la Fiat Panda II. La puissance maxi de 69 ch DIN (51 kW) de la version standard est obtenue à 4 000 tours par minute avec un couple de 180 N m à seulement 1 750 tr/min. Pour la seule Panda, le couple a été abaissé à 145 N m à 1 500 tr/min. Ce nouveau moteur 1.3 diesel est fabriqué dans l'usine Fiat de Bielsko-Biała en Pologne.
Tous les moteurs Fiat 1.3 MultiJet disposent d'une distribution par chaîne.
À cette époque, les groupes Fiat et General Motors avaient noué un accord de coopération avec échange de participations. Fiat fit profiter son allié de ce moteur pour ses modèles Opel Corsa C, Meriva A, Agila A et Combo C. Le constructeur japonais Suzuki, alors allié à Volkswagen a malgré cela adopté ce moteur pour équiper les Wagon R+, Swift et Ignis. De même Chevrolet a utilisé le moteur Fiat pour son Aveo turbodiesel T3 sedan, avec les versions de 75 et 90 ch DIN.
Ce moteur a bénéficié régulièrement de mises à jour et d'améliorations pour mieux répondre aux attentes des clients de chaque constructeur. D'abord homologué par le groupe Fiat sous la norme Euro 3, il a aussi été homologué sous la normes Euro 4. Une grande évolution lui a été apportée avec l'adoption d'une version avec turbine à géométrie variable qui a fait passer la puissance maxi de 70 à 90 ch DIN. A cette occasion, l'Opel Meriva a été dotée d'un filtre à particules DPF qui lui a permis de réduire très fortement ses émissions polluantes.
La version 90 ch DIN du moteur équipa la Fiat Grande Punto et son clone, l'Opel Corsa D mais aussi l'Astra H, les Lancia Musa et Ypsilon, Fiat Linea et Idea avec filtre à particules DPF de serie et une homologation Euro 4. Le couple maxi du moteur Fiat 1.3 Multijet 90 ch DIN était de 200 N m à 1 750 tr/min. En 2009, Alfa Romeo adopta ce moteur pour équiper la petite MiTo. Le moteur Fiat 1.3 MultiJet équipé du turbocompresseur à géométrie fixe a bénéficié d'une augmentation de puissance dans sa version MY 2005 passant à 75 ch DIN contre les 69 ch d'origine, avec une augmentation du couple à 190 N m à 1 750 tr/min tandis que la demande de certains marchés a fait naître une version à géométrie variable dont la puissance a été ramenée à 84 ch DIN, notamment monté sur le Fiat Doblò et le pick-up Fiat Strada pour les marchés d'Amérique du sud (Argentine et Brésil). Une version plus puissante est lancée en 2007 et équipa en premier la nouvelle série de la Lancia Ypsilon. La puissance du petit moteur diesel Fiat 1.3 Multijet atteint désormais 105 ch DIN selon la norme Euro 4 avec 123 g de CO2 par km.
À la suite de la coentreprise entre Fiat et Ford qui a vu Fiat lui fournir le projet et la fabrication de sa nouvelle Ford Ka II, le moteur diesel Fiat 1.3 MultiJet de 75 ch DIN rebaptisé « TDCI » sera monté sur le modèle produit dans l'usine Fiat en Pologne.
En 2008, le constructeur indien Tata Motors négocie avec Fiat un accord pour l'augmentation de la production de moteurs 1.3 MultiJet dans l'usine Fiat de Pune en Inde pour équiper les modèles Tata Indica Vista et Indigo Manza en plus des Fiat Grande Punto, Palio Stile et Linea produites localement pour le marché indien et éviter ainsi les taxes sur l'importation de produits finis. Le moteur produit localement est également fourni au groupe indien Maruti Suzuki pour plusieurs de ses modèles dont  les Maruti Swift Diesel et Maruti Ritz.

### Les différentes appellations du moteur Fiat 1.3 MultiJet
- Le groupe américain General Motors et sa filiale européenne Opel  renomment le moteur Fiat 1.3 MultiJet sous le code projet Z13 et dans les brochures commerciales CDTI (acronyme de Commonrail Diesel Turbo Injection).
- Suzuki renomme le moteur DDiS (acronyme de Diesel Direct injection Suzuki).
- Alfa Romeo dénomme ce moteur M-JET et JTDm (le m pour Multijet).
- Tata renomme le moteur Quadra Jet.
- le groupe français PSA (Peugeot et Citroën) l'a rebaptisé HDI, comme leurs moteurs turbodiesel à injection directe.
- DR Motor Company l'appelle Ecojet.
- Ford le rebaptise TDCI.

## Récapitulatif des versions du moteur Fiat 1.3 MultiJet et ses utilisations
| Moteur FIAT 1.3 Multijet I 16V |                     |                                |                          |               |                                            |                       |  |  |  |  |  |  |                           |                |
| Variante                       | Taux de compression | Puissance maxi ch DIN à tr/min | Couple maxi N m à tr/min | Norme Euro    | Applications                               | Années de production  |  |  |  |  |  |  |                           |                |
| 1.3 Multijet 16V 69 ch         | 18,0:1              | 69 à 4 000                     | 145 à 1 500              | Euro 3 Euro 4 | Fiat Panda & Panda 4x4 1.3 Multijet 16V 70 | depuis 2004           |  |  |  |  |  |  |                           |                |
|                                |                     |                                | 170 à 1 750              | Euro 4        | Opel Corsa 1.3 CDTI 16V 70                 | de 2003 à 2006        |  |  |  |  |  |  |                           |                |
|                                |                     |                                |                          |               | Opel Meriva 1.3 CDTI 16V 70                | de 2005 à 2006        |  |  |  |  |  |  |                           |                |
|                                |                     |                                |                          |               | Opel Combo 1.3 CDTI 16V 70                 | de 2004 à 2007        |  |  |  |  |  |  |                           |                |
|                                |                     |                                |                          |               | Opel Agila 1.3 CDTI 16V 70                 | de 2003 à 2007        |  |  |  |  |  |  |                           |                |
|                                |                     |                                |                          |               | Opel Tigra TwinTop 1.3 CDTI 16V            | de 2004 à 2008        |  |  |  |  |  |  |                           |                |
|                                |                     |                                | 180 à 1 750              | Euro 4        | Fiat Punto 1.3 Multijet 16V 70             | depuis 2003           |  |  |  |  |  |  |                           |                |
|                                |                     |                                |                          |               | Fiat Idea 1.3 Multijet 16V 70              | depuis 2004           |  |  |  |  |  |  |                           |                |
|                                |                     |                                |                          |               | Seat Arosa 1.3 SDI 16V 80                  | depuis 2000           |  |  |  |  |  |  | Seat Ibiza 1.3 SDI 16v 80 | de 2000 à 2008 |
|                                |                     |                                |                          |               | Fiat Doblò 1.3 Multijet 16V 70             | de 2004 à 2005        |  |  |  |  |  |  |                           |                |
|                                |                     |                                |                          |               | Lancia Musa 1.3 Multijet 16V 70            | depuis 2004           |  |  |  |  |  |  |                           |                |
|                                |                     |                                |                          |               | Lancia Ypsilon 1.3 Multijet 16V 70         | de 2003 à 2006        |  |  |  |  |  |  |                           |                |
|                                |                     |                                |                          |               | Suzuki Swift 1.3 DDiS 16V 70               | de 2005 à 2008        |  |  |  |  |  |  |                           |                |
|                                |                     |                                |                          |               | Suzuki Ignis 1.3 DDiS 16V 70               | de 2004 à 2008        |  |  |  |  |  |  |                           |                |
|                                |                     |                                |                          |               | Suzuki Wagon R+ 1.3 DDiS 16V 70            | de 2003 à 2008        |  |  |  |  |  |  |                           |                |
| 1.3 Multijet 16V 75 ch         | 18,0:1              | 75 à 4 000                     | 145 à 1 500              | Euro 4 Euro 5 | Fiat Panda 1.3 Multijet 16V 75             | depuis 2007           |  |  |  |  |  |  |                           |                |
|                                |                     |                                |                          |               | Fiat 500 & 500C 1.3 Multijet 16V 75        | depuis 2007           |  |  |  |  |  |  |                           |                |
|                                |                     |                                |                          | Euro 4        | Ford Ka 1.3 TDCI 16V                       | depuis 2008           |  |  |  |  |  |  |                           |                |
|                                |                     |                                | 170 à 1 750              | Euro 4        | Opel Corsa 1.3 CDTI 16V 75                 | de 2006 à 2010        |  |  |  |  |  |  |                           |                |
|                                |                     |                                |                          |               | Opel Meriva 1.3 CDTI 16V 75                | de 2005 à 2010        |  |  |  |  |  |  |                           |                |
|                                |                     |                                |                          |               | Opel Combo 1.3 CDTI 16V 75                 | depuis 2007           |  |  |  |  |  |  |                           |                |
|                                |                     |                                | 180 à 2 000              | Euro 4        | Fiat Doblò Cargo 1.3 Multijet 16V 75       | de 2005 à 2010        |  |  |  |  |  |  |                           |                |
|                                |                     |                                | 184 à 2 000              | Euro 4        | Fiat Palio Stile 1.3 Multijet 16V 75       | depuis 2007           |  |  |  |  |  |  |                           |                |
|                                |                     |                                | 190 à 1 750              | Euro 4        | Tata Indica Vista 1.3 QuadraJet 16V        | depuis 2008           |  |  |  |  |  |  |                           |                |
|                                |                     |                                |                          |               | Opel Agila 1.3 CDTI 16V                    | depuis 2008           |  |  |  |  |  |  |                           |                |
|                                |                     |                                |                          |               | Suzuki Splash 1.3 DDiS 16V                 | depuis 2008           |  |  |  |  |  |  |                           |                |
|                                |                     |                                | 190 à 2 000              | Euro 4        | Fiat Grande Punto 1.3 Multijet 16V 75      | de 2005 à 2018        |  |  |  |  |  |  |                           |                |
|                                |                     |                                |                          |               | Fiat Punto Evo 1.3 Multijet 16V 75         | de 2009 à 2018        |  |  |  |  |  |  |                           |                |
|                                |                     |                                |                          |               | Fiat Fiorino 1.3 Multijet 16V              | depuis 2007           |  |  |  |  |  |  |                           |                |
|                                |                     |                                |                          |               | Fiat Qubo 1.3 Multijet 16V                 | de 2008 à 2010        |  |  |  |  |  |  |                           |                |
|                                |                     |                                |                          |               | Lancia Ypsilon 1.3 Multijet 16V            | depuis 2006           |  |  |  |  |  |  |                           |                |
|                                |                     |                                |                          |               | Suzuki Swift 1.3 DDiS 16V 75               | de 2008 à 2010        |  |  |  |  |  |  |                           |                |
| 1.3 Multijet 16V 76 ch         | 18,0:1              | 76 à 4 000                     | 197 à 1 750              | Euro 4        | Fiat Grande Punto (310) 1.3 Multijet 16V   | en Inde depuis 2009   |  |  |  |  |  |  |                           |                |
| 1.3 Multijet 16V 84 ch         | 17,6:1              | 84 à 4 000                     | 200 à 1 750              | Euro 4        | Fiat Strada 1.3 Multijet 16V               | au Brésil depuis 2006 |  |  |  |  |  |  |                           |                |
|                                |                     |                                |                          |               | Fiat Doblò Mk1 1.3 Multijet 16V 85         | de 2005 à 2009        |  |  |  |  |  |  |                           |                |
| 1.3 Multijet 16V 90 ch         | 17,6:1              | 90 à 4 000                     | 200 à 1 750              | Euro 4        | Fiat Grande Punto 1.3 Multijet 16V 90      | de 2005 à 2010        |  |  |  |  |  |  |                           |                |
|                                |                     |                                |                          |               | Fiat Punto Evo 1.3 Multijet 16V 90         | depuis 2009           |  |  |  |  |  |  |                           |                |
|                                |                     |                                |                          |               | Fiat Idea 1.3 Multijet 16V 90              | de 2006 à 2010        |  |  |  |  |  |  |                           |                |
|                                |                     |                                |                          |               | Fiat Doblò Mk2 1.3 Multijet 16V 90         | de 2009 à 2010        |  |  |  |  |  |  |                           |                |
|                                |                     |                                |                          |               | Fiat Linea 1.3 Multijet 16V 90             | depuis 2007           |  |  |  |  |  |  |                           |                |
|                                |                     |                                |                          |               | Alfa Romeo MiTo 1.3 JTDm 16V 90            | de 2008 à 2009        |  |  |  |  |  |  |                           |                |
|                                |                     |                                |                          |               | Lancia Ypsilon 1.3 Multijet 16V 90         | de 2006 à 2010        |  |  |  |  |  |  |                           |                |
|                                |                     |                                |                          |               | Lancia Musa 1.3 Multijet 16V 90            | de 2006 à 2010        |  |  |  |  |  |  |                           |                |
|                                |                     |                                |                          |               | Tata Indigo Manza 1.3 QuadraJet 16V 90     | depuis 2010           |  |  |  |  |  |  |                           |                |
|                                |                     |                                |                          |               | Opel Corsa 1.3 CDTI 16V 90                 | de 2006 à 2010        |  |  |  |  |  |  |                           |                |
|                                |                     |                                |                          |               | Opel Astra 1.3 CDTI 16V 90                 | de 2005 à 2009        |  |  |  |  |  |  |                           |                |
| 1.3 Multijet 16V 105 ch        | 17,6:1              | 105 à 4 000                    | 200 à 1 750              | Euro 4        | Lancia Ypsilon 1.3 Multijet 16V 105        | de 2006 à 2010        |  |  |  |  |  |  |                           |                |

### Moteur Fiat 1.3 Multijet II (familleSDE)
En fin d'année 2009, Fiat Powertrain présente l'évolution du moteur 1.3 MultiJet, le nouveau 1.3 Multijet II,,,. Il s'agit d'une évolution importante du système MultiJet breveté par Fiat et sa filiale Magneti Marelli, basée sur un nouveau système d'injection plus rapide et précis. Ce nouveau système permet en effet d'obtenir jusqu'à 8 injections consécutives au lieu des 5 précédemment, de placer un nouveau filtre à particules plus près du moteur de manière à améliorer la combustion des derniers petits résidus de particules polluantes à l'intérieur du filtre, le tout procurant une augmentation du rendement du moteur qui est maintenant équipé du dispositif Start&Stop (brevet Fiat) qui arrête le moteur durant les arrêts du véhicule lorsque le levier de vitesses est au point mort. La puissance des nouveaux moteurs Fiat 1.3 MultiJet II est de 75 ch DIN pour la variante turbocompressée avec turbine à géométrie fixe avec un couple de 190 N m à 1 750 tr/min tandis que la version avec turbine à géométrie variable développe 95 ch DIN avec un couple de 190 ou 200 N m à 1 500 tr/min.
Ce nouveau moteur Fiat 1.3 Multijet II, développé par la nouvelle structure Fiat Powertrain Technologies, adopte un  injecteur spécial, breveté par FPT, et la gestion du système est assurée par une centrale électronique Magneti Marelli.
Ce nouveau moteur a été présenté lors du Salon de l'automobile de Francfort en septembre 2009 à l'occasion du lancement de la nouvelle Fiat Punto Evo. Une version avec une puissance réduite à 90 ch DIN a équipé le nouveau Fiat Doblò de décembre 2009 jusqu'à l'automne 2010 avec un couple de 200 N m à 1 500 tr/min. À partir d'octobre 2010, le Fiat Doblò n'a monté que le moteur Fiat 1.6 MultiJet. Le nouveau moteur a été homologué selon la norme Euro 5.
Ce moteur a été monté également sur les modèles Alfa Romeo MiTo, Opel Corsa D, Meriva B et Astra J mais aussi sur les Lancia Musa, Fiat 500 (2007), Fiat Qubo, Suzuki Swift, Chevrolet Aveo, les minispaces et utilitaires français Citroën Nemo / Peugeot Bipper et leurs versions utilitaires.
À partir de 2012, Fiat lance une version dérivée du 95 ch DIN dont la puissance est réduite à 85 ch DIN qui conserve la turbine à géométrie variable. Cette version équipe la dernière évolution de la Fiat Punto III réputée pour sa consommation extrêmement faible et ses rejets polluants les plus bas de la catégorie. Les versions d'entrée de gamme des Fiat 500L et Alfa Romeo MiTo ont également bénéficié de ce moteur,.
Avec l'apparition du nouveau système Multijet II, Fiat Powertrain Technologies a inauguré une nouvelle nomenclature pour la désignation de ses moteurs automobiles : le Fiat 1.3 fait désormais partie de la classe SDE (acronyme de Small Diesel Engine c'est-à-dire Petits Moteurs Diesel). Le 1.3 Multijet II pèse 130 kg, comme son prédécesseur, et est toujours fabriqué dans l'usine Fiat de Bielsko-Biała, en Pologne.

## Récapitulatif des versions du moteur Fiat 1.3 MultiJet II et ses utilisations
| Moteur Fiat 1.3 Multijet II 16V |                     |                                |                          |            |                                          |                      |
| Variante                        | Taux de compression | Puissance maxi ch DIN à tr/min | Couple maxi N m à tr/min | Norme Euro | Applications                             | Années de production |
| 1.3 Multijet II 16V 75 ch       | 16,8:1              | 75 à 4 000                     | 180 à 1 750              | Euro 5     | Opel Meriva 1.3 CDTI 16V 75              | depuis 2010          |
|                                 |                     |                                | 190 à 1 500              | Euro 5     | Fiat Fiorino 1.3 Multijet II 16V 75      | depuis 2010          |
|                                 |                     |                                |                          |            | Citroën Nemo 1.3 HDI 16V                 | de 2010 à 2018       |
|                                 |                     |                                |                          |            | Peugeot Bipper 1.3 HDI 16V               | de 2010 à 2018       |
|                                 |                     |                                | 190 à 1 750              | Euro 5     | Fiat Punto Evo 1.3 Multijet II 16V 75    | de 2009 à 2018       |
|                                 |                     |                                |                          |            | Fiat Grande Punto 1.3 Multijet II 16V 75 | depuis 2009          |
|                                 |                     |                                |                          |            | Fiat Qubo 1.3 Multijet II 16V 75         | depuis 2010          |
|                                 |                     |                                |                          |            | Opel Corsa 1.3 CDTI 16V 75               | de 2010 à 2019       |
|                                 |                     |                                |                          |            | Suzuki Swift 1.3 DDiS 16V 75             | depuis 2010          |
|                                 |                     |                                |                          |            | Chevrolet Aveo 1.3 CDTI 16V 75           | depuis 2011          |
| 1.3 Multijet II 16V 85 ch       | 16,8:1              | 85 à 3 500                     | 200 à 1 500              | Euro 5     | Fiat Punto 1.3 Multijet II 85            | de 2012 à 2018       |
|                                 |                     |                                |                          |            | Fiat 500L 1.3 Multijet II 16V 85         | depuis 2012          |
|                                 |                     |                                |                          |            | Alfa Romeo MiTo 1.3 JTDm-2 16V 85        | de 2012 à 2019       |
| 1.3 Multijet II 16V 95 ch       | 16,8:1              | 95 à 4 000                     | 180 à 1 750              | Euro 5     | Opel Meriva 1.3 CDTI 16V 95              | de 2010 à 2018       |
|                                 |                     |                                | 190 à 1 750              | Euro 5     | Opel Astra 1.3 CDTI 16V                  | de 2010 à 2018       |
|                                 |                     |                                |                          | Euro 5     | Chevrolet Aveo 1.3 CDTI ECO 16V 95       | depuis 2011          |
|                                 |                     |                                | 200 à 1 500              | Euro 5     | Fiat Punto Evo 1.3 Multijet II 16V 95    | de 2009 à 2018       |
|                                 |                     |                                |                          |            | Fiat 500 & 500C 1.3 Multijet II 16V 95   | de 2009 à 2019       |
|                                 |                     |                                |                          |            | Fiat Fiorino 1.3 Multijet II 16V 95      | depuis 2010          |
|                                 |                     |                                |                          |            | Fiat Qubo 1.3 Multijet II 16V 95         | depuis 2010          |
|                                 |                     |                                |                          |            | Fiat Idea 1.3 Multijet II 16V 95         | de 2010 à 2012       |
|                                 |                     |                                |                          |            | Lancia Musa 1.3 Multijet II 16V 95       | de 2010 à 2012       |
|                                 |                     |                                |                          |            | Lancia Ypsilon 1.3 Multijet II 16V 95    | de 2011 à 2019       |
|                                 |                     |                                |                          |            | Alfa Romeo MiTo 1.3 JTDm-2 16V 95        | de 2010 à 2018       |
|                                 |                     |                                |                          | Euro 6     | Fiat Tipo/Ægea 1.3 Multijet II 16V 95    | depuis 2015          |
|                                 |                     |                                | 210 à 1 750              | Euro 5     | Opel Corsa 1.3 CDTI 16V 95               | de 2010 à 2019       |
|                                 |                     |                                |                          |            | Chevrolet Aveo 1.3 CDTI 16V 95           | depuis 2011          |